# Бета-адреноміметики
Бета-адреноміметики (β-адреноміметики), бета-адренергічні агоністи, бета-агоністи (заст. бета-адреностимулятори) — це препарати, які розслаблюють м'язи дихальних шляхів, викликаючи їх розширення й полегшуючи дихання. Вони належать до класу симпатоміметиків, кожен з яких діє на бета-адренорецептори. Загалом, чисті бета-адренергічні агоністи мають протилежну функцію бета-блокаторів: ліганди агоністів бета-адренорецепторів імітують дії як адреналіну, так і норадреналіну в серці та легенях, а також у гладкій м'язовій тканині; епінефрин виявляє вищу спорідненість. Активація β1, β2 і β3 стимулює фермент аденілатциклазу. Це, у свою чергу, призводить до початку роботи вторинного посередника циклічного аденозинмонофосфату (цАМФ). Потім цАМФ активує протеїнкіназу А (PKA), яка фосфорилює цільові білки, зрештою викликаючи розслаблення гладкої мускулатури та скорочення серцевої тканини.

## Фізіологічна роль β-адренорецепторів
Адренорецептори поділяються на 4 підтипи: α1, α2, β1 і β2 і є мішенню трьох біологічно активних речовин, що синтезуються в організмі: адреналіну, норадреналіну і дофаміну. Кожна з цих молекул впливає специфічно. Адреналін — універсальний адреноміметик. Він стимулює всі 4 підтипи адренорецепторів. Норадреналін — тільки 3 — α1, α2 і β1. Дофамін — лише 1 — β1-адренорецептори. Окрім них, він також стимулює власні дофамінергічні рецептори.
β-адренорецептори відносяться до цАМФ-залежних рецепторів. Під час зв'язування з β-агоністом, відбувається активація через G-білок (ГТФ-зв'язуючий білок) аденілатциклази, яка перетворює АТФ на циклічний АМФ (цАМФ). Це викликає деякі фізіологічні ефекти, такі як: розширення дихальних шляхів, збільшення частоти та сили серцевих скорочень та розслаблення гладкої м'язової тканини. β-адренорецептори знаходяться у багатьох внутрішніх органах. Їхня стимуляція призводить до зміни гомеостазу як окремих органів і систем, так і організму в цілому.
β1-адренорецептори знаходяться в серці, жировій тканині та ренінсекретуючих клітин юкстагломерулярного апарату нефронів нирок. При їх збудженні відбувається посилення та підвищення частоти серцевих скорочень, полегшення атріовентрикулярної провідності, підвищення автоматії серцевого м'яза. У жировій тканині відбувається ліполіз тригліцеридів, що призводить до підвищення концентрації вільних жирних кислот у крові. У нирках стимулюється синтез реніну та збільшується його секреція в кров. Це призводить до вироблення ангіотензину II, підвищення тонусу судин та артеріального тиску.
β2-адренорецептори знаходяться у бронхах, скелетних м'язах, матці, серці, судинах, ЦНС та інших органах. Їхня стимуляція призводить до розширення бронхів і поліпшення бронхіальної прохідності, глікогенолізу в скелетних м'язах і підвищення сили м'язового скорочення (а у великих дозах — до тремору), глікогенолізу в печінці і збільшення вмісту глюкози в крові, зниження тонусу матки. У серці, збудження β2-адренорецепторів призводить до зростання частоти серцевих скорочень та тахікардії. Такі фізіологічні ефекти часто спостерігаються при вдиханні β2-адреноміметиків у вигляді дозованих аерозолів для зняття нападу ядухи при бронхіальній астмі. У судинах β2-адренорецептори відповідальні за розслаблення тонусу та зниження артеріального тиску. При стимуляції β2-адренорецепторів у ЦНС виникає збудження та тремор.
β3-рецептори в основному розташовані в жировій тканині. Активація β3-рецепторів індукує метаболізм ліпідів.

## Класифікація бета-агоністів
Неселективні β1, β2-адреноміметики (агоністи): ізопреналін та орципреналін застосовувалися для лікування бронхіальної астми, синдрому слабкості синусового вузла та порушеннях серцевої провідності. Зараз вони практично не використовуються через велику кількість побічних ефектів (судинний колапс, аритмії, гіперглікемія, збудження ЦНС, тремор) і тому, що з'явилися селективні β1- та β2-адреноміметики.

### Селективні β1-адреноміметики
До них відносять дофамін та добутамін.

### Селективні β2-адреноміметики
Поділяються на 2 групи:
Короткої дії (SABA): фенотерол, сальбутамол, тербуталін, гексопреналін та кленбутерол.
Тривалої дії (LABA): сальметерол, формотерол, індакатерол.

### Часткові агоністи β-адренорецепторів
Проміжне місце між бета-адреноміметиками та бета-адреноблокаторами займають так звані часткові агоністи β-адренорецепторів (бета-адреноблокатори з внутрішньою симпатоміметичною активністю) з величиною істинної активності, що знаходиться в проміжку між 1 (активність агоністів) та 0 (активність антагоністів). Вони мають слабкий стимулюючий вплив на β-адренорецептори, набагато менше, ніж звичайні агоністи. Призначаються при ІХС або аритміях у поєднанні з обструктивними захворюваннями легень, оскільки у часткових агоністів β-адренорецепторів менша здатність викликати бронхоспазм.
До неселективних β-блокаторів із внутрішньою симпатоміметичною активністю відносяться окспренолол, піндолол та альпренолол.
До кардіоселективних β1-блокаторів відносять талінолол, ацебутолол та целіпролол.

## Вибірковість рецепторів
Більшість агоністів бета-рецепторів селективні до одного або кількох бета-адренорецепторів. Наприклад, пацієнтам із низькою частотою серцевих скорочень призначають лікування бета-агоністами, які є більш «кардіоселективні», такими як добутамін, який збільшує силу скорочення серцевого м'яза. Пацієнтів, які страждають на хронічні запальні захворювання легенів, такі як астма чи ХОЗЛ, можна лікувати препаратами, спрямованими на стимулювання більшого розслаблення гладкої мускулатури в легенях і меншого скорочення серця, включаючи препарати першого покоління, такі як сальбутамол (альбутерол), і препарати наступного покоління.
Наразі агоністи β3 перебувають у стадії клінічних досліджень і вважається, що вони посилюють розпад ліпідів у пацієнтів з ожирінням.

### β1-агоністи
β1-агоністи стимулюють активність аденілілциклази та відкриття кальцієвих каналів (кардіостимулятори; застосовуються для лікування кардіогенного шоку, гострої серцевої недостатності, брадіаритмій). Приклади:
- Денопамін
- Добутамін
- Допексамін (β1 і β2)
- Епінефрин (неселективний)
- Ізопреналін (МНН), ізопротеренол (УСАН) (β1 і β2)
- Преналтерол
- Ксамотерол

### β2-агоністи
Бета2-адренергічні агоністи стимулюють активність аденілілциклази та закриття кальцієвих каналів (релаксанти гладкої мускулатури; використовуються для лікування астми та ХОЗЛ).
Приклади:
- Арформотерол
- Буфенін
- Кленбутерол
- Допексамін (β1 і β2)
- Епінефрин (неселективний)
- Фенотерол
- Формотерол
- Ізоетарин
- Ізопреналін (МНН), ізопротеренол (УСАН) (β1 і β2)
- Левосальбутамол (МНН), левалбутерол (USAN)
- Орципреналін (МНН), метапротеренол (USAN)
- Пірбутерол
- Прокатерол
- Ритодрін
- Сальбутамол (МНН), альбутерол (USAN)
- Сальметерол
- Тербуталін

### Несортовані
Ці препарати також внесені до списку агоністів MeSH.
- Арбутамін
- Бефунолол
- Бромацетилалпренололментан
- Броксатерол
- Циматерол
- Циразолін
- Етілефрін
- Гексопреналін
- Гігенамін
- Ізоксуприн
- Мабутерол
- Метоксифенамін
- Оксифедрин
- Рактопамін
- Репротерол
- Рімітерол
- Третохінол
- Тулобутерол
- Зілпатерол
- Зінтерол

## Медичне використання
Показання до застосування β-агоністів включають:
- Брадикардія (повільне серцебиття)
- Астма
- Хронічна обструктивна хвороба легень (ХОЗЛ)
- Серцева недостатність
- Алергічні реакції
- Гіперкаліємія
- Отруєння бета-блокаторами
- Передчасні пологи (це використання не за призначенням і може бути шкідливим)[13]

## Вживання бета-агоністів під час вагітності або годування груддю
Бета 2-агоністи короткої та тривалої дії (SABA та LABA) відіграють вирішальну роль у лікуванні астми під час вагітності.
Під час дослідження, у якому вивчали вплив бета 2-агоністів на формування плоду у вагітних, було знайдено докази підвищення ризику вроджених вад розвитку під дією фенотеролу (SABA) та LABA. Не було виявлено значущого зростання ризику для інших результатів, за винятком зменшення перцентилів ваги при народженні в дітей, матері яких вживали сальметерол (LABA).
Однак результати слід інтерпретувати з обережністю, оскільки відсоток негативних показників не давав можливості виявити клінічно вагомі ефекти. Необхідні інші дослідження щодо використання SABA та LABA під час вагітності для отримання точної оцінки пов'язаних ризиків, щоб визначити профіль безпеки. До отримання додаткових доказів лікарі повинні продовжувати призначати β2-агоністи відповідно до рекомендацій, коли це необхідно для досягнення контролю над астмою.

## Побічні ефекти
Побічні ефекти бета-агоністів зазвичай мають незначний характер порівняно з епінефрином, тим не менше, часто виражені в легкій або помірній формі. До них входять тривога, артеріальна гіпертензія, збільшення частоти серцевих скорочень та безсоння. Іншими побічними ефектами можуть бути головні болі та тремор. Також було повідомлено про гіпоглікемію внаслідок збільшення секреції інсуліну в організмі через активацію β2-рецепторів.
У 2013 році препарат зілпатерол, який є β-агоністом та реалізується компанією Merck, тимчасово вивели з обігу через виявлені ознаки захворювання у деякої худоби, яка отримувала його.